# Rosa Dimowa
Rosa Dimowa (bulgarisch Роза Димова, wiss. Transliteration Roza Dimova; * 18. April 1936 in Dupniza; † Januar 2012) war eine bulgarische Skilangläuferin.
Dimowa trat international erstmals bei den Olympischen Winterspielen 1960 in Squaw Valley in Erscheinung, wo sie den 22. Platz über 10 km errang. Bei den Nordischen Skiweltmeisterschaften 1962 in Zakopane belegte sie den 32. Platz über 5 km sowie den 29. Rang über 10 km und bei den Olympischen Winterspielen 1964 in Innsbruck den 22. Platz über 10 km sowie zusammen mit Nadeschda Wassilewa und Krastana Stoewa den fünften Rang in der Staffel. Zwei Jahre später lief sie bei den Nordischen Skiweltmeisterschaften in Oslo auf den 32. Platz über 10 km und auf den 30. Rang über 5 km. Letztmals international startete sie bei den Olympischen Winterspielen 1968 in Grenoble, wobei sie den 33. Platz über 5 km und den 29. Platz über 10 km errang. Ihre Schwester Marija Dimowa nahm als Skilangläuferin an den Olympischen Winterspielen 1956 in Cortina d’Ampezzo teil.